# Valar

Valar (žen. rod Valier, jedn. č. Vala) jsou druhem božských bytostí z Tolkienových knih o Středozemi. Byli to ti z Ainur, kteří se rozhodli vstoupit do Eä a stvořit Ardu, proto se nazývají "Mocnosti Ardy". Na rozdíl od jejich služebníků Maiar jich bylo pouze čtrnáct (sedm Pánů Valar a sedm Valier, valarských královen) a byli mnohem mocnější.
Sídlí za mořem v zemi Valinor, někdy nazývanou Amán nebo Země neumírajících, a jejich úkolem je vládnout Království Ardy. Jako všichni Ainur na sebe dokázali vzít mnoho podob a nemohli být zabiti. Každému byla přidělena ta pravomoc, která se objevovala v jeho části Hudby Ainur a kromě Melkora nikdo nerozuměl všem jejím částem.

## Počátky
Když ještě neexistovalo Eä (Vesmír), Eru vytvořil Ainur, andělské duchy. Po stvoření Eä se někteří Ainur rozhodli vstoupil do světa Ardy, který vytvořili. Ti, kteří jsou z nich největší, se nazývají Valar, menší než oni jsou Maiar. Největších z Valar je osm, říká se jim Aratar. Zatímco bratři Námo a Irmo jsou společně známí jako Páni duchů, Fëanturi. Kdysi mezi ně patřil i Melkor, ale dnes se už nepočítá ani mezi Valar ani mezi Aratar.
Když Melkor zničil Valinorské Stromy a zabil Finwëho, jeho syn Fëanor povstal proti Valar a Noldor tak byli vyhnáni z Valinoru. Ulmo však nikdy nepřestal pomáhat elfům a díky němu našel Tuor skryté město Gondolin. Na konci Prvního věku poslali Valar pomoc elfům ve Válce Hněvu a tak mnoho Maiar i elfů znova vstoupilo do Středozemě. Melkor byl zastaven a elfům bylo dovoleno vrátit se do Valinoru. V Druhém věku nechali Valar vytvořit Númenor jako domov pro Edain, kteří nesměli do Valinoru. Jinak se neangažovali do věcí Středozemě a tak mohl Sauron nabývat moci. Ten poradil Númenorejcům zaútočit na Amán. Jen málo lidí přežilo a Númemor byl zničen. Tehdy Valar odebrali Valinor ze Středozemě, avšak ne z Ardy, jelikož elfské lodě jej mohly dosáhnout. Ve Třetím věku poslali do Středozemě Istari - pět Maiar vyvolených pomáhat v tomto světě bojovat se zlem.

## Páni Valar

### Aratar
- Manwë Súlimo – pán Valar, manžel Vardy Elentári a pán Ardy. Žije na vrcholu hory Taniquetil, nejvyšší hory světa. Jeho mocí je vzduch a vítr a jeho služebníci jsou orli. Je nejušlechtilejší a nejvyšší v autoritě, ale ne v síle. V mysli Ilúvatara je bratrem Melkora.
- Ulmo – pán vod. Nemá manželku a nežije ve Valinoru. Jeho domovem jsou hlubiny oceánů a do Valinoru přicházel pouze, pokud se projednávaly velké věci. V autoritě byl druhý po Manwëm. Neopustil elfy ani když na nich ležel Hněv Valar.
- Aulë – kovář Valar, pán hmoty a manžel Yavanny. Vytvořil sedm Otců Trpaslíků, kteří jej nazývají Mahal, Stvořitel. Jeho část v Hudbě Ainur byla hmota, která se stala zemí. Jeho výtvory jsou také Angainor - řetěz kterým byl spoután Melkor, Dvě Lampy a lodičky pro Slunce a Měsíc.
- Oromë – lovec Valar, bratr Nessy a muž Vány, věčně mladé. Učil zvěř lovit nepřátele a dokonce to byl on, kdo objevil Prvorozené u jezera Cuiviénenu. Používá roh Valaróma a jeho koněm je Nahar.

#### Fëanturi
Bratři Námo a Irmo jsou společně známí jako Páni duchů, Fëanturi. Jejich sestrou je Nienna Plačící.
- Námo –Soudce Valar a Pán Osudu. Námo je nejčastěji nazýván Mandos, díky síním, ve kterých žije. Je také strážce duší elfů a poradce Manwëho. Jeho ženou je Tkadlena Vairë a bratrem Irmo. Je znám pro svá proroctví a rozsudky, která však vynáší pouze na Manwëho pokyn. Jen jedinkrát byl přemluven, a to elfkou Lúthien, která mu zpívala, aby dovolil Berenovi vrátit se mezi živé.
- Irmo – pán Vizí a Snů. Stejně jako jeho bratr Námo, i on je jmenován Lórienem podle zahrad, ve kterých dli. Jeho ženou je Estë Uzdravitelka a jeho služebníkem je Olórin, Gandalf. Jeho zahrady jsou nejkrásnějším místem ve Valinoru a také místem osvěžení a odpočinku. Irmo zná touhy i naděje všech Ilúvatarových dětí.

### Nepatří k Aratar
- Tulkas – největší v síle a v činech mužské zdatnosti. Je Šampiónem Valar a poslední, který přišel do Ardy pomoci bojovat s Melkorem. Jeho ženou je Tanečnice Nessa. Jeho zbraní jsou ruce, směje se ve válce i radosti a dokonce se smál i Melkorovi do očí. Nestará se o budoucnost, není dobrý rádce, ale je vytrvalý přítel. .

## Královny Valar (Valier)

### Aratar
- Varda (Elbereth Gilthóniel)[1] – paní Hvězd, Rozsvětitelka a manželka Manwëho. Je královnou Valier a její mocí je světlo. Říká se, že v její tváři se zrcadlí světlo Ilúvatara. vytvořila hvězdy před příchodem Ainur do Ardy a rozjasnila je rosou ze Dvou Stromů. Odmítla Melkora a on ji nenáviděl a bál se jí ze všech Valar nejvíce.
- Yavanna – Paní všeho živého a Dárkyně plodů. Je manželkou Aulëho, sestrou Vány a stvořitelkou olvar (rostlin) a kelvar (zvířat), je také odpovědná za stvoření Entů, jelikož se bála o stromy, které budou kácet trpaslíci. Na její žádost Aulë vytvořil Dvě Lampy, které osvětlovaly semena, která zasela. Po jejich zničení, její píseň stvořila Dva Valinorské Stromy.
- Nienna – Paní slz, zvaná též Plačící. Jediná z Valier nemá muže, ale je sestrou Fëanturi, Pánů duchů. Jejím žákem byl Olórin (Gandalf). Nienna učí zármutku a soucitu a ti, kdo jí naslouchají, naleznou naději i sílu. Její slzy jsou léčivé, dokázaly odejmout povlak Ungoliant a posílit Dva Valinorské Stromy.

### Nepatří k Aratar
- Nessa – Tanečníce, manželka Tulkase. Je nejrychlejší z Valar, dokáže předběhnout i jeleny. Tančí na zelených paloucích Valinoru. Je také poslední Vala, všichni ostatní jsou Maiar.
- Estë – Něžná, léčitelka ran a únavy. Je ženou Irma, pána snů, a žije s ním v Zahradách Lórienu. Ve dne však spí na ostrůvku jezera Lorellin. Má šedé roucho a jejím darem je klidný spánek.
- Vairë – Tkadlena, žena Mandose. Tká příběhy světa a její tapisérie pokrývají Síně Mandosu.
- Vána – Věčně mladá, žena Oromëho a mladší sestra Yavanny. Je Valou mládí a života, Tolkienem také ztotožňována s krásou a dokonalostí.

## Nepřítel
- Morgoth - jenž se dříve jmenoval Melkor a mezi Valar se nepočítá. Měl podíl na darech ostatních Valar a byl považován za nejmocnějšího. Když však viděl Ardu, zatoužil jí vládnout, a tak vnesl do Hudby Ainur nesoulad.

## Ztracení Valar/Valier
- Fionwë a Erinti – děti Manwëho a Vardy, později Maiar Eonwë a Ilmarë
- Makar a Meassa – sourozenci posedlí válkou (ale nesloužící Melkorovi)
- Nieliqui – dcera Oromëho a Vány
- Telimektar – syn Tulkase a Nessy
- Amillo – zpěvák Valar
- Salmar – harfeník Valar